# Emerson (labdarúgó, 1999)
Emerson Aparecido Leite de Souza Junior (Sao Paulo, 1999. január 14. –) brazil labdarúgó, az AC Milan játékosa.

## Pályafutása

### Klubcsapatokban
Emerson 2015-ben csatlakozott a Ponte Preta ifjúsági csapatához, a felnőttekhez 2016-ban került fel, de a 2016-es idényben még csak a kispadra nevezték, egyszer sem cserélték be. Először a 2017 február 22-i Paulista bajnokság Linense (en) elleni 2–2-es mérkőzésén lépett pályára a csapatban, csereként. Annak ellenére, hogy büntetőt érően szabálytalankodott és sárga lapot is kapott, három nappal később mégis a kezdőbe jelölték a São Bernardo (en) elleni, hazai pályán 1-0-ra elveszített meccsen. Emerson a 2017-es idényben mutatkozott be a "Macaca"-ban, összesen három meccsen lépett pályára a végül kieséssel záruló idényben. A 2018-as idényre stabilizálta a helyét a csapatban, összesen 14- szer szerepelve a São Paulo állami bajnokságokban.
2019. január 31-én, 12 millió euróért leigazolta az FC Barcelona csapata. A szerződés tartalmazott egy záradékot, melyben a szintén LaLiga csapat Real Betis-szel fele-fele arányban fizettek és rendelkeztek Emerson játékjogával. A szerződés egy kitétele szerint a Barcelona 2021-ben 6 millióért megvásárolhatja Emerson teljes játékjogát.
Két és fél idényt követően a katalán klub élt opciós jogával, és 2021 nyarán szerződtette a Emersont, aki a sevillai csapatban 79 tétmérkőzésen ötször volt eredményes és tíz gólpasszt adott csapattársainak. Augusztus 31-én az angol Tottenham Hotspur szerződtette 25 millió euróért, amiből 5 millió eurót a Real Betis kapott meg.
2024. augusztus 12-én az AC Milan szerződtette.